# Softbol nos Jogos Olímpicos de Verão de 1996
O torneio de softbol nos Jogos Olímpicos de Verão de 1996 se realizou pela primeira vez na história dos Jogos Olímpicos em Atlanta, Estados Unidos. Oito equipes femininas diputaram a medalha de ouro, ganha pelos Estados Unidos.
O softbol é uma modalidade exclusivamente feminina nos Jogos Olímpicos, assim como o nado sincronizado e a ginástica rítmica.

## Resultado final
| Ouro | Prata | Bronze |
| Estados Unidos Laura Berg Gillian Boxx Sheila Cornell Lisa Fernandez Michelle Granger Lori Hannigan Dionna Harris Kim Maher Leah O'Brien Dot Richardson Julie Smith Michele Smith Shelly Stokes Danielle Tyler Christa Lee Williams | China Zhongxin An Hong Chen Liping He Li Lei Yaju Liu Xuqing Liu Ying Ma Jingbai Ou Hua Tao Lihong Wang Ying Wang Qiang Weng Jian Xu Fang Yan | Austrália Joanne Brown Kim Cooper Carolyn Cudgington Kerry Dienelt Peta Edebone Tanya Harding Jennifer Holliday Jocelyn Lester Sally McDermid Francine McRae Haylea Petrie Nicole Richardson Melanie Roche Natalie Ward Brooke Wilkins |

## Primeira fase

### Grupo único
| Equipe         | J | V | D | BP | BC | Pct. |
| -------------- | - | - | - | -- | -- | ---- |
| Estados Unidos | 7 | 6 | 1 | 37 | 7  | .857 |
| China          | 7 | 5 | 2 | 29 | 7  | .714 |
| Austrália      | 7 | 5 | 2 | 22 | 11 | .714 |
| Japão          | 7 | 5 | 2 | 24 | 18 | .714 |
| Canadá         | 7 | 3 | 4 | 15 | 18 | .429 |
| Taiwan         | 7 | 2 | 5 | 19 | 19 | .286 |
| Países Baixos  | 7 | 1 | 6 | 4  | 32 | .143 |
| Porto Rico     | 7 | 1 | 6 | 5  | 44 | .143 |

| 21 de julho    |      |                |
| Porto Rico     | 0–10 | Estados Unidos |
| Taiwan         | 1–2  | Canadá         |
| China          | 6–0  | Austrália      |
| Japão          | 3–0  | Países Baixos  |
| 22 de julho    |      |                |
| Austrália      | 4–0  | Taiwan         |
| China          | 0–3  | Japão          |
| Porto Rico     | 0–4  | Canadá         |
| Países Baixos  | 0–9  | Estados Unidos |
| 23 de julho    |      |                |
| China          | 2–1  | Canadá         |
| Taiwan         | 7–1  | Países Baixos  |
| Japão          | 1–6  | Estados Unidos |
| Austrália      | 0–2  | Porto Rico     |
| 24 de julho    |      |                |
| Taiwan         | 0–10 | Estados Unidos |
| China          | 10–0 | Porto Rico     |
| Austrália      | 1–0  | Países Baixos  |
| Canadá         | 0–4  | Japão          |
| 25 de julho    |      |                |
| Países Baixos  | 0–8  | China          |
| Austrália      | 10–0 | Japão          |
| Porto Rico     | 2–10 | Taiwan         |
| Estados Unidos | 4–2  | Canadá         |
| 26 de julho    |      |                |
| Japão          | 8–1  | Porto Rico     |
| Estados Unidos | 1–2  | Austrália      |
| Países Baixos  | 1–4  | Canadá         |
| China          | 1–0  | Taiwan         |
| 27 de julho    |      |                |
| Canadá         | 2–5  | Austrália      |
| Países Baixos  | 2–0  | Porto Rico     |
| China          | 2–3  | Estados Unidos |
| Japão          | 5–1  | Taiwan         |

## Semifinal
| 29 de julho |     |                |
| China       | 0–1 | Estados Unidos |
| Austrália   | 3–0 | Japão          |

## Final
| 30 de julho |     |           |
| China       | 4–2 | Austrália |

## Grand Final
| 30 de julho |     |                |
| China       | 1–3 | Estados Unidos |